# Xiphophorus clemenciae
Xiphophorus clemenciae är en fiskart som beskrevs av Álvarez, 1959. Xiphophorus clemenciae ingår i släktet Xiphophorus och familjen Poeciliidae. IUCN kategoriserar arten globalt som otillräckligt studerad. Inga underarter finns listade i Catalogue of Life.